# Charles Rostaing

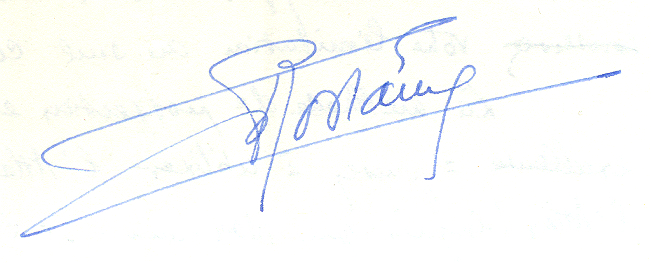
Firma de Charles Rostaing (1904-1999), puesta el 13 décembre 1984.

Charles Rostaing (Istres, 9 de octubre de 1904-Saint-Mitre-les-Remparts, 24 de abril de 1999) fue un lingüista francés, especialista en toponimia.

## Biografía sumaria
Charles Rostaing es uno de los especialistas más conocidos del siglo XX en toponimia francesa en general y provenzal en particular. Es, por otra parte, abuelo del biógrafo Alain Wodrascka.
Luego de estudios superiores, entre 1923 y 1926, en Aix-en-Provence, donde fue alumno de Georges Lote y del felibre Émile Ripert, obtuvo su título de grado en gramática en 1928. Fue profesor de liceo en Alès, Tolón y Niza y luego en París, de 1934 a 1946. A punto de sostener su tesis entró en la enseñanza superior, en octubre de 1946, en calidad de encargado de enseñanza de lengua y literatura provenzales en la Facultad de Letras de Aix-en-Provence.
Al año siguiente, 1947, ya sostenida su tesis, devient maître de conférences y luego profesor de lengua y literatura francesas clásicas en 1948, antes de suceder a Auguste Brun, en 1952, en la cátedra de Lenguas romances que ocupó hasta su partida hacia la Sorbona, en 1967. Allí fue director del Centro de Enseñanza y de investigación de lenguas de oc, de 1967 a 1974.
Majoral del Félibrige en 1952, llegó a ser su noveno capoulié (presidente) de 1956 à 1962.

### Charles Rostaing como único autor
- Los nombres de lugares, Presses Universitaires de France, colección « Que sais-je?», primera edición, 1945; séptima edición, 1969 ; reeditada en 1992.
- Ensayo sobre toponimia de Provenza, ed. d'Artrey, Paris, 1950
- Eansayo sobre toponimia de Provenza (desde los orígenes hasta las invasiones bárbaras), Laffite Reprints, Marsella, 1973. (Primera edición, 1950).
- Ensayo sobre toponimia de Provenza, ed. Jeanne Laffite, Marsella, 1994

### En colaboración
- Albert Dauzat y Charles Rostaing, Diccionario etimológico de los nombres de lugar en Francia, éd. Larousse, 1968.
- Charles Rostaing y René Jouveau, Resumen de literatura provenzal, Saint-Rémy-de-Provence, 1972.
- Albert Dauzat y Charles Rostaing, ''Diccionario etimológico de los nombres de lugar en Francia, 2da. Edición, Librería Guénégaud, Paris, 1978.
- Albert Dauzat, Gaston Deslandes y Charles Rostaing, Diccionario etimológico de los nombres de ríos y montañas de Francia, Klincksieck, 1978